# NGC 368

NGC 368

NGC 368 هي مجرة تتبع كوكبة العنقاء. اكتشفها جون هيرشل في 5 سبتمبر 1834.

## روابط خارجية
- NGC 368 على موقع ويكي سكاي: DSS2, SDSS, GALEX, IRAS, Hydrogen α, X-Ray, Astrophoto, Sky Map, Articles and images